# Margarella
Margarella là một chi ốc biển nằm trong họ Calliostomatidae.

## Các loài
Các loài trong chi Margarella gồm có:
- Margarella achilles (Strebel, 1908)
- Margarella antarctica (Lamy, 1905)[3]
- Margarella bouvetia Powell, 1951
- Margarella crebrilirulata (E.A. Smith, 1907)
- Margarella expansa (Sowerby I, 1838)
- Margarella gunnerusensis Numanami, 1996
- Margarella jason A. W. B. Powell, 1951
- Margarella macquariensis Hedley, 1916
- Margarella obsoleta A. W. B. Powell, 1951
- Margarella porcellana A. W. B. Powell, 1951
- Margarella pruinosa (Rochebrune & Mabille, 1885)
- Margarella refulgens (E.A. Smith, 1907)
- † Margarella runcinata Marwick, 1928
- Margarella steineni (Strebel, 1905)
- Margarella subantarctica (Strebel, 1908)
- Margarella tropidophoroides (Strebel, 1908)
- Margarella violacea (King & Broderip, 1832)
- Margarella wacei (Melvill & Standen, 1918)
- Margarella whiteana Linse, 2002[4]

Các loài đã được chuyển đi
- Margarella antipoda antipoda (Hombron & Jacquinot, 1854): syn. Cantharidus antipoda (Hombron & Jacquinot, 1854)
  - Margarella antipoda hinemoa Powell, 1955: syn. Cantharidus antipoda hinemoa (Powell, 1955)
  - Margarella antipoda puysegurensis Powell, 1939: syn. Cantharidus antipoda puysegurensis (Powell, 1939)
  - Margarella antipoda rosea (Hutton, 1873): syn. Cantharidus rosea (Hutton, 1873)
- Margarella fulminata (Hutton, 1873): syn. Cantharidus fulminatus (Hutton, 1873)
- Margarella hinemoa Powell, 1955: syn. Cantharidus antipodum (Hombron & Jacquinot, 1848)
- Margarella puysegurensis Powell, 1939: syn. Cantharidus (Pseudomargarella) puysegurensis (Powell, 1939) represented as Cantharidus puysegurensis (Powell, 1939)
- Margarella turneri Powell, 1939: syn. Cantharidus turneri (Powell, 1939)

## Hình ảnh

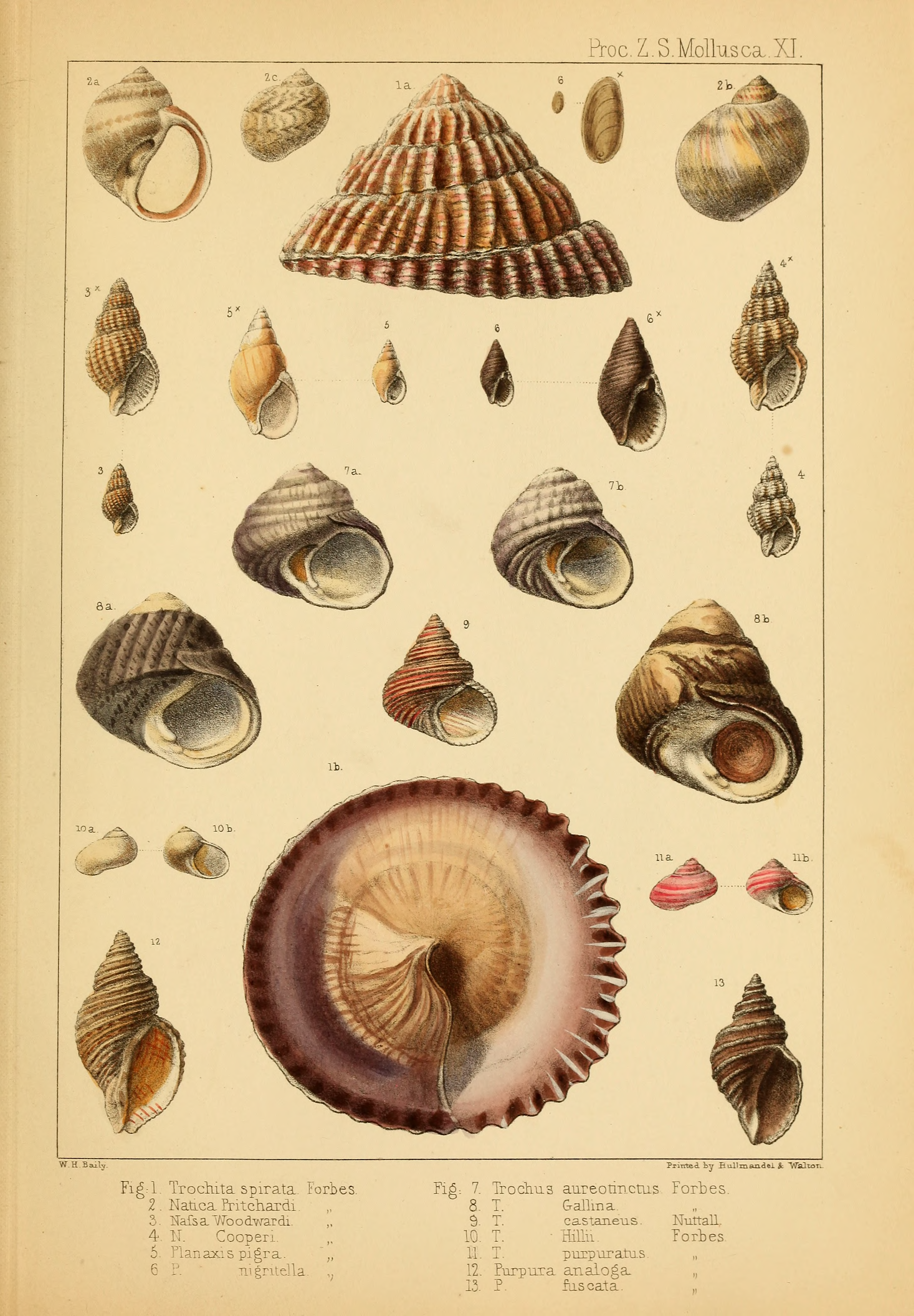
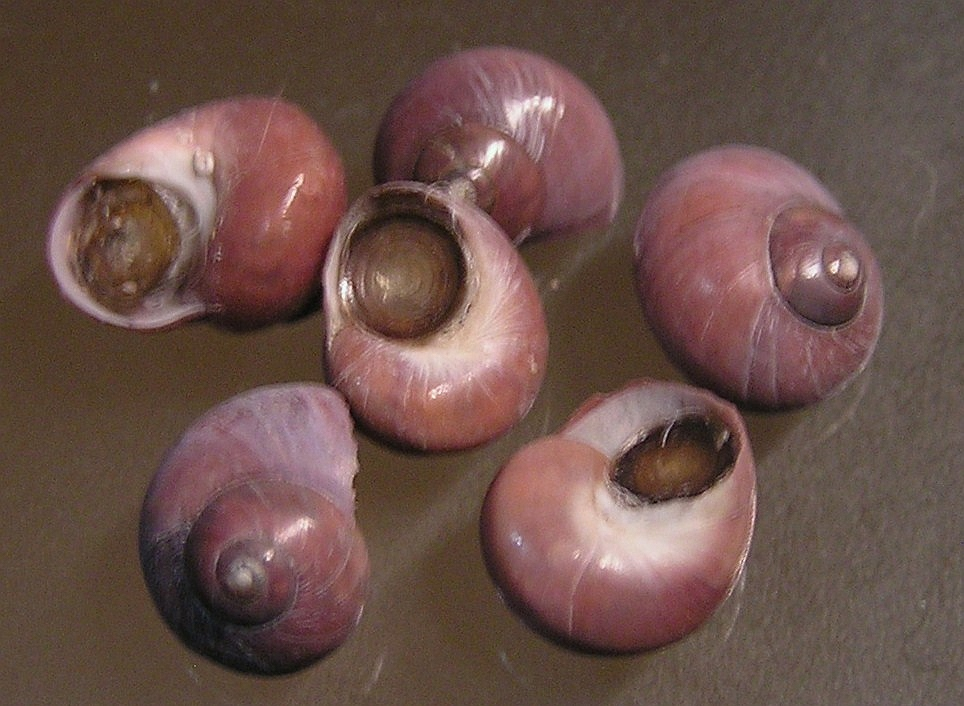
Margarella violacea